# Wilhelm Hasenack
Wilhelm Hasenack (* 26. Juli 1901 in Schwelm; † 9. März 1984 in Göttingen) war ein deutscher Wirtschaftswissenschaftler. Er prägte die Entwicklung der Betriebswirtschaftslehre mit und machte sich unter anderem bei der Wiederanknüpfung internationaler Beziehungen der Betriebswirtschaftslehre nach dem Zweiten Weltkrieg verdient. Besondere Berücksichtigung fand bei ihm u. a. der Mensch im Betrieb als Subjekt. Besonders kritisch betrachtete er die Mathematik in der BWL, sowie die Demontage der deutschen Wirtschaft nach dem Ende des Zweiten Weltkrieges.

## Leben und Wirken
Wilhelm Hasenack legte 1920 sein Abitur am Realgymnasium in Schwelm ab und studierte danach ein Semester der Volkswirtschaftslehre in Bonn. 1923 erreichte er das Examen als Diplom-Kaufmann in Köln. Nach einer Bankpraxis 1924/1925 promovierte er 1925 zum Dr. rer. pol.
Von 1925 bis 1928 war er Assistent und Privatdozent an der Technischen Hochschule Berlin und hat dort am Aufbau des Wirtschafts-Ingenieur-Studiums mitgewirkt. Er habilitierte 1929 in Berlin und wurde 1934 außerordentlicher Professor. 1933 trat er der SA und zum 1. Mai 1937 der NSDAP bei. 1938 wurde er an die Handelshochschule Leipzig berufen und war dort von 1939 bis 1941 Rektor. Dieses Amt legte Hasenack ein halbes Jahr vor Ablauf der Amtszeit aus politischen Gründen nieder.
1945 wurde Hasenack von der sowjetischen Besatzungsmacht aus seinem Amt als Hochschullehrer entlassen und siedelte 1947 mit seiner Familie nach Westdeutschland über, wo er im selben Jahr auf Bitte die Leitung der Betriebswirtschaftlichen Abteilung des Rheinisch-Westfälischen Instituts für Wirtschaftsforschung in Essen übernahm.
1949 wurde Hasenack auf den damals einzigen betriebswirtschaftlichen Lehrstuhl an der Universität Göttingen berufen und plante dort die Einführung des betriebswirtschaftlichen und des wirtschaftspädagogischen Studiums. Im gleichen Jahr gründete er die Zeitschrift Betriebswirtschaftliche Forschung und Praxis.
1969 wurde Wilhelm Hasenack emeritiert.

## Auszeichnungen
- Im September 1961 hat die Deutsche Gesellschaft für Betriebswirtschaft Wilhelm Hasenack die Silberne Johann-Friedrich-Schär-Plakette verliehen.
- Im Dezember 1964 wurde Hasenack die Würde eines Dr. rerum politicarum honoris causa durch die Fakultät für Wirtschaftswissenschaften der Technischen Universität Berlin verliehen.
- 1973 wurde Hasenack Ehrenmitglied des Verbandes der Diplom-Handelslehrer Niedersachsens.

## Veröffentlichungen (Auswahl)
- Betriebskalkulationen im Bankgewerbe (= Bank- und finanzwirtschaftliche Abhandlungen, Bd. 5). Springer 1925.
- Unternehmertum und Wirtschaftslähmung. Die Dauerkrise in den deutschen Unternehmungen und die Voraussetzungen des wirtschaftlichen Aufstiegs. Brückenverlag, Berlin 1932 (Digitalisat).
- Das Rechnungswesen der Unternehmung. Reclam, Leipzig 1934.
- Die Handels-Hochschule in Leipzig. Insbesondere ihre Arbeit im Kriege. Limpert, Dresden 1941 (Digitalisat).
- Beweggründe und Zeitpunkt der Demontage-Aktion (= Betriebsdemontagen als Reparationen, Bd. 1). Westdeutscher Verlag, Köln 1948.
- Wirtschaftsgefahren an der Ruhr durch Demontagen (= Betriebsdemontagen als Reparationen, Bd. 2). Westdeutscher Verlag, Köln 1948.
- Betriebsraubbau und Wirtschaftslenkung (= Beiträge zur Betriebswirtschaft, Bd. 2). Heckner, Wolfenbüttel 1948.
- Bilanz der Demontage. Nachkriegsmethoden internationaler Industriepolitik und ihr Einfluss auf die Zukunft der europäischen Wirtschaft. Vandenhoeck & Ruprecht, Göttingen 1951.
- Neuordnung des wirtschaftswissenschaftlichen Studiums. Gabler, Wiesbaden 1954.
- Buchhaltung und Abschluß. Mit praktischen Übungen und Lösungen. Zwei Bände. Girardet, Essen 1954/1955.
- Buchführung und Abschluß im betriebswirtschaftlichen Gesamtzusammenhang. 5. Aufl. Girardet, Essen 1964.
- Humor in der Werbung. Zusammenhänge und Beispiele. Taylorix-Fachverlag, Stuttgart 1974.
- Arbeitshumanisierung und Betriebswirtschaft. Fließband- und Gruppenarbeit im Wettbewerb. Hanser, München 1977, ISBN 3-446-12324-5.